# 1992년 하계 올림픽 야구
제25회 하계 올림픽 야구경기는 1992년 7월 26일부터 8월 5일까지 스페인 바르셀로나에서 열렸다.

## 최종 결과
| 순위   | 팀              |
| ------ | --------------- |
| Gold   | 쿠바            |
| Silver | 중화 타이베이   |
| Bronze | 일본            |
| 4.     | 미국            |
| 5.     | 푸에르토리코    |
| 6.     | 도미니카 공화국 |
| 7.     | 이탈리아        |
| 8.     | 스페인          |